# Myriam Stocco
Myriam Stocco (1951) è una modella francese, vincitrice del titolo di Miss Languedoc-Roussillon 1970 e Miss Francia 1971.

## Biografia
Di origini italiane, Myriam Stocco fu eletta Miss Francia 1971 presso l'Hôtel Frantel, a Rungis. Il giornalista francese Léon Zitrone, durante un'intervista, paragonò la Stocco all'attrice Sophia Loren. In seguito la Stocco ottenne ottimi piazzamenti in tutti i concorsi internazionali a cui partecipò in rappresentanza della Francia: quinta classificata a Miss Universo 1971, sesta classificata a Miss Mondo 1971 e terza classificata a Miss Europa 1971.
In seguito Myriam Stocco ottenne un contratto con l'agenzia Ford Models con la quale lavorò come modella a New York, dove però rimase per solo sei mesi. La Stocco tornò in Francia e sposò il proprio fidanzato abbandonando il mondo della moda e dello spettacolo. Durante un'intervista rilasciata alla trasmissione Vie privée, vie publique, la Stocco rivelò che il sogno di diventare Miss Francia apparteneva più a sua madre che a lei, che fu costretta a forzare la propria natura per partecipare al concorso. Ciò nonostante Myriam Stocco ha comunque dichiarato di essere rimasta molto legata a Geneviève de Fontenay, organizzatrice storica del concorso, e comunque di essere sempre coinvolta nell'organizzazione dei concorsi regionali.